# Sihaporas (Sosopan)
Sihaporas is een bestuurslaag in het regentschap Padang Lawas van de provincie Noord-Sumatra, Indonesië. Sihaporas telt 146 inwoners (volkstelling 2010).